# Илья-Комприда
Илья-Комприда (порт. Ilha Comprida)  —  муниципалитет в Бразилии, входит в штат Сан-Паулу. Составная часть мезорегиона Южное побережье штата Сан-Паулу. Входит в экономико-статистический  микрорегион Режистру. Население составляет 9622 человека на 2006 год. Занимает площадь 188,530 км². Плотность населения — 51,0 чел./км².

## История
Город основан 27 октября 1992 года.

## Статистика
- Валовой внутренний продукт на 2003 составляет 44.933.005,00 реалов (данные: Бразильский институт географии и статистики).
- Валовой внутренний продукт на душу населения на 2003 составляет 5.424,07 реалов (данные: Бразильский институт географии и статистики).
- Индекс развития человеческого потенциала на 2000 составляет 0,803 (данные: Программа развития ООН).

## География
Климат местности: субтропический. В соответствии с классификацией Кёппена, климат относится к категории cfa.